# Epiphanius van Salamis

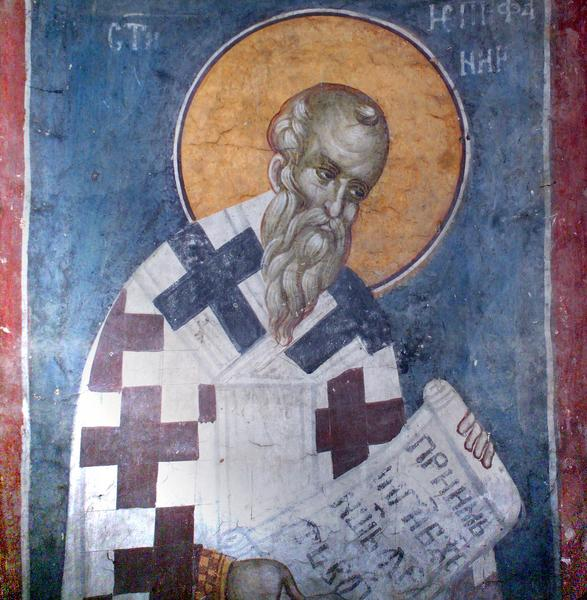
Epiphanius van Salamis, fresco in het Gracanicaklooster bij Lipjan in Kosovo

Epiphanius van Salamis (Grieks: Ἐπιφάνειος Κύπρου) (Besanduk bij Eleutheropolis, ca. 310-315 - op zee, 12 april 403) was bisschop van Salamis, heresioloog en kerkvader. 
Epiphanius werd als zoon van joodse ouders geboren in Judea. Hij bekeerde zich tijdens zijn jeugd tot het christendom en vertrok naar Egypte, waar hij ging leven als monnik. Hier kwam hij ook in contact met volgelingen van de gnosticus Valentinus. Na enkele jaren, rond 333-335, keerde Epiphanius terug naar Palestina om er - twintig jaar oud - een eigen klooster te stichten. De bisschop van Eleutheropolis wijdde hem tot priester, waarna Epiphanius dertig jaar lang leiding gaf aan de kloostergemeenschap. 
In 367 werd Epiphanius bisschop van Salamis op Cyprus. Het kloosterwezen werd er door Epiphanius geïntroduceerd. Hier ontwikkelde hij zich ook tot een vruchtbaar en erudiet schrijver in zijn strijd tegen uiteenlopende ketterijen. Zijn pijlen waren voornamelijk gericht tegen Origenes, die hij beschouwde als de werkelijke grondlegger van het conflict rond de ariaanse heresie. Hij overtuigde Hiëronymus van zijn gelijk, die daarop openlijk afstand nam van de ideeën van Origenes en brak met Rufinus van Aquilea en Johannes van Jeruzalem. Mede ten gevolge van de aanval van Epiphanius op Origenes werden de opvattingen van de laatste in 553 op het Concilie van Constantinopel II tot ketters verklaard.
Zijn feestdag is op 12 mei.

## Werken
- Panarion, "Medicijnkastje"
- Adversus haereses, "Tegen ketters"

- Bibsys: 90604582
- Biblioteca Nacional de España: XX902019
- Bibliothèque nationale de France: cb12007044r (data)
- Catàleg d'autoritats de noms i títols de Catalunya: 981058523395706706
- CiNii: DA0451370X
- Gemeinsame Normdatei: 118682229
- International Standard Name Identifier: 0000 0001 0871 5770
- Library of Congress Control Number: n82039938
- Nationale Bibliotheek van Tsjechië: xx0009744
- Nationale bibliotheek van Australië: 44498009
- Nationale Bibliotheek van Israël: 987007260978205171
- Nationale Bibliotheek van Polen: a0000002741628
- Nederlandse Thesaurus van Auteursnamen: 069932352
- Réseau des bibliothèques de Suisse occidentale: 02-A000057688
- Istituto Centrale per il Catalogo Unico: CFIV042284
- LIBRIS: 51841
- SNAC: w69p4t0z
- Système universitaire de documentation: 028184009
- Trove: 816715
- Virtual International Authority File: 13651211